# ماكسيميليانو كوريا
ماكسيميليانو كوريا (بالإسبانية: Maximiliano Correa)‏ (22 نوفمبر 1989 بقرطبة في الأرجنتين - ) هو لاعب كرة قدم أرجنتيني في مركز الوسط. لعب مع انيستتوتو.

## وصلات خارجية
- ماكسيميليانو كوريا على موقع قاعدة بيانات كرة القدم.إي يو (الإنجليزية)
- ماكسيميليانو كوريا على موقع Soccerway.com (الإنجليزية)